# Ecdyonurus macani
Ecdyonurus macani is een haft uit de familie Heptageniidae. De wetenschappelijke naam van de soort is voor het eerst geldig gepubliceerd in 1970 door Thomas & Sowa.
De soort komt voor in het Palearctisch gebied.